# Стари-Град (община, Босния и Герцеговина)
Община Стари-Град (босн. и хорв. Opština Stari Grad, серб. Општина Стари-Град) — боснийская община, расположенная в Сараевском кантоне Федерации Боснии и Герцеговины. Административным центром является Сараево. Община (район) включает исторический центр Сараево.

## Население
По данным переписи населения 1991 года, в 16 населённых пунктах общины проживали 50 744 человек.